# Cosmologia do estado quase estacionário
A cosmologia do estado quase estacionário (em inglês quasi-steady state cosmology) foi uma teoria proposta em 1993 por Fred Hoyle, Geoffrey Burbidge, e Jayant V. Narlikar como uma nova encarnação das ideias do estado estacionário para explicar questões adicionais não tratadas na proposta inicial. A teoria sugere bolsões de criação ocorrendo todo o tempo no universo, algumas vezes referindo-se a minibangs, mini-evento de criação, ou pequenos bangs, o que seria uma reminiscência do conceito de ambiplasma proposto na cosmologia de Hannes Alfven. Após a observação da expansão acelerada do universo, modificações adicionais do modelo tem sido feitas. O meio dos cosmólogos em geral tem revisado artigos e pontos da CEQE e apontado falhas e discrepâncias deixadas inexplicadas por seus proponentes.

## Descrição
Como na teoria anterior de seus proponentes, a teoria do estado estacionário (SS), a CEQE também afirma a constante criação de matéria no universo, ao invés da criação de toda a matéria do universo num único evento, como na teoria do Big Bang.
Esta teoria trata do estabelecimento de uma "oscilação" cósmica sobre as soluções estacionárias das equações cosmológicas, resultando em influência sobre diversos eventos de criação de matéria, sendo esta sua fundamentação físico-matemática.
Considera que no presente, o universo está numa fase de expansão, em concordância com as afirmações de mesmo tipo do modelo FLRW, e que uma fase de concentração se seguirá, e que o período desta oscilação é de 20 a 30 bilhões de anos.
Assim, hoje tal teoria, mesmo com seus problemas de corroborações e aceitação, pode ser qualificada, até pela sua própria lógica, entre os modelos cíclicos em Cosmologia.
A matemática na qual se sustenta a CEQE é um conjunto de pequenas modificações sobre a Teoria da Relatividade Geral (TRG), constituída pela introdução de um campo escalar adicional. Detalhes técnicos estão nas referências bibliográficas apresentadas nas páginas eletrônicas listadas abaixo.
A CEQE considera, que ao contrário do modelo padrão, a síntese primordial de elementos mais leves não ocorre, e todos os elementos são sintetizados dentro das estrelas, para entrar em acordo com a isotropia e homogeneidade da radiação cósmica de fundo, que resulta da emissão de radiação térmica dos elementos mais leves, e considera que as galáxias não são formadas pela agregação primeiramente de nuvens de gás, e posteriormente pela agregação de galáxias mais antigas, num processo de evolução das galáxias, e sim que as galáxias são formadas a partir de galáxias preexistentes, que continuam a existir independentemente dos ciclos.